# Château de Kenilworth
Le château de Kenilworth est situé dans le comté de Warwickshire, en Angleterre. D'origine médiévale, il était connu pour ses douves et pour avoir été assiégé en 1266 par Henri III d'Angleterre, il fut rebâti par Jean de Gand et est remarquable par son grand Hall. Élisabeth Ire le visita ; il en reste le jardin élisabéthain, mais aussi les dégâts laissés par les troupes d'Oliver Cromwell sur la porte normande.

## Histoire

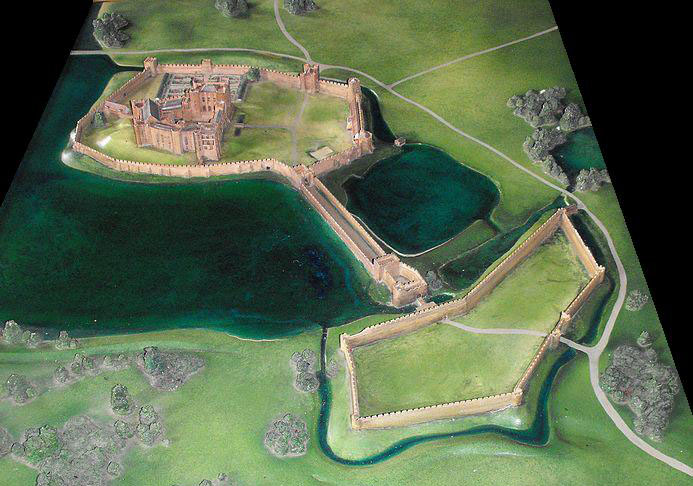
Maquette du château en 1575-1580

L'origine du château est incertaine, elle remonterait à une motte médiévale, sa porte normande étant de construction ancienne. Immortalisé par Walter Scott, il a été bâti à partir de 1120, en même temps que l'abbaye, par Geoffroy de Clinton, chambellan et trésorier du roi Henri Ier d'Angleterre, pour services rendus, mais en même temps pour contrecarrer la puissance de Roger de Beaumont, devint aussi sheriff du Warwickshire.
Henri II fait du château l'une de ses bases, lors de la Révolte de 1173-1174, et les Clinton séjournent dans un autre de leurs châteaux dans le Buckinghamshire (Barton). Ses fortifications sont alors renforcées, ce qui en fait une des places fortes des Midlands les plus puissantes. Après la mort de Geoffroy II de Clinton, le château passe dans les possessions royales.
Henri III donne la forteresse à Simon de Montfort, mais celui-ci se révolte lors de la seconde guerre des Barons (1263-1267) et y emprisonne le prince Édouard, futur roi Édouard Ier. Après s'être échappé, celui-ci assiège la forteresse en 1266. Le siège dura presque un an, le plus long de l'histoire d'Angleterre, car le château était au centre des opérations des barons révoltés. Le Dictum of Kenilworth (en) du 31 octobre 1266 met fin aux opérations, car le siège ne fit jamais céder les défenseurs. Les fameuses défenses de Kenilworth servent alors de fondations aux futures fortifications qui seront bâties à travers le pays (comme le Château de Caerphilly).
Henri III donne alors le château à son plus jeune fils Edmond de Lancastre. Jean de Gand commence à transformer la forteresse en une demeure résidentielle au XIVe siècle, œuvre poursuivie par son petit-fils, le roi Henri V. Le château reste dans la couronne jusqu'à ce qu'il soit donné au favori d'Henri VIII, John Dudley. Après l'exécution de ce dernier, Élisabeth Ire le donne à son propre favori Robert Dudley, fils de John. Pendant cette période, la cour d'Élisabeth s'y déplace en 1566, 1568, 1572 et 1575. Cette dernière visite est fameuse et fastueuse. Pendant un mois entier, l'on y dépense mille livres par jour (~2 000 000 € de 2010),. Cette festivité aurait été la source d'inspiration du Songe d'une nuit d'été de William Shakespeare.

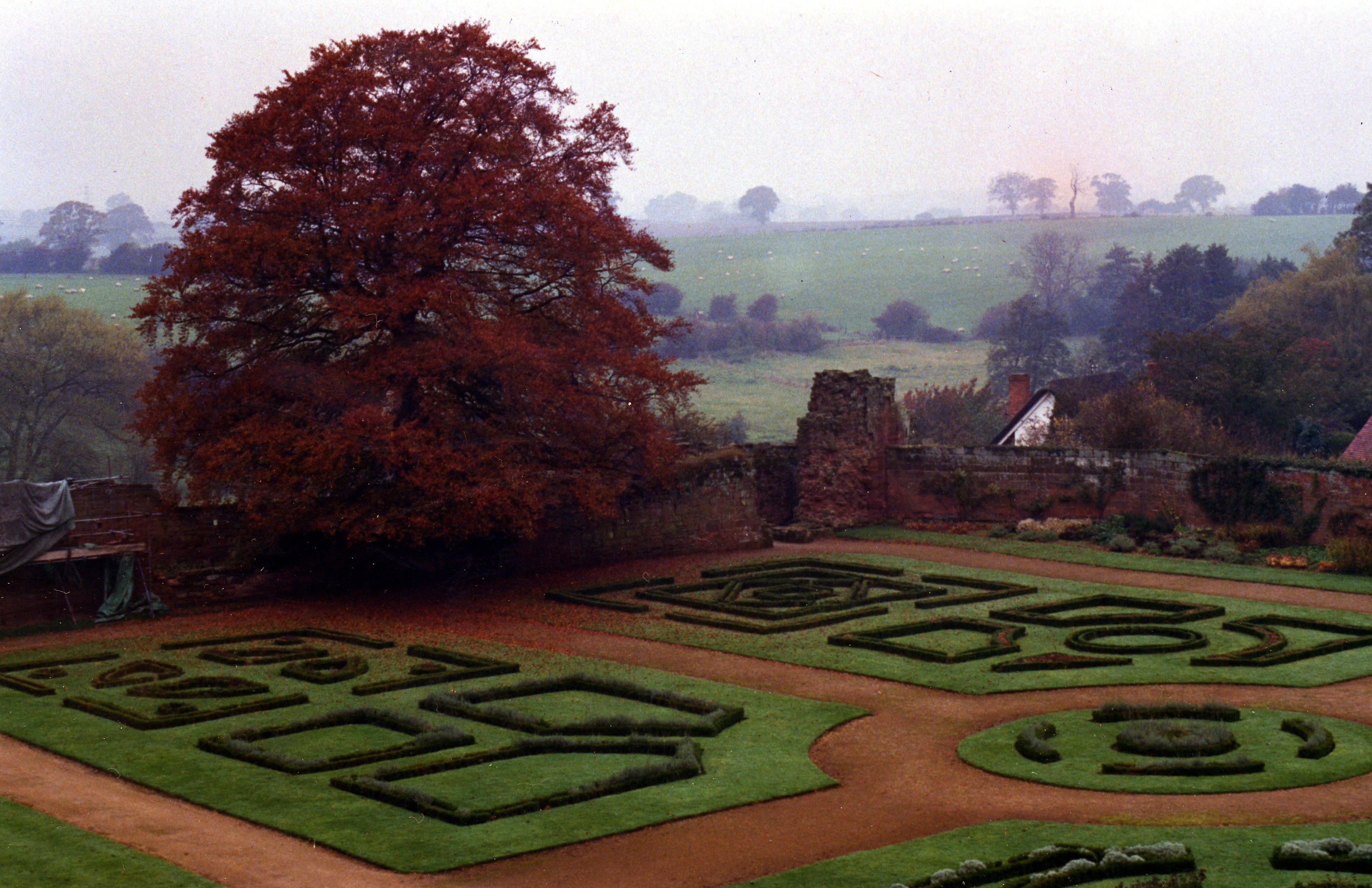
Jardins élisabéthains restaurés.

Le château devait revenir en pleine propriété au fils naturel du comte Dudley de Leicester, Robert Dudley, dit de Warwick, mais un procès en succession défavorable (1605) et l'exil volontaire de Robert permettent au roi Jacques Ier de confisquer ces biens au bénéfice de la Couronne. Le château est démantelé en 1656, comme de nombreux châteaux forts après la Première Révolution anglaise. En 1660, Charles II le donne à Edward Hyde de Clarendon, famille dans laquelle le château reste jusqu'en 1937, date où il passe dans les mains de John Davenport Siddeley, qui fut créé « Baron Kenilworth ». Ses héritiers le confient à l'English Heritage en 1984.

## Connétables célèbres
Liste non exhaustive des connétables du château de Kenilworth :
- Henry de Hastings, 1er baron Hastings (1265-1266);
- Philip Marmion (1267) ;
- Château de Kenilworth par Francis Bedford, Department of Image Collections, National Gallery of Art Library, Washington, DCHugh de Quilly (c. 1310-1320);
- John Deyncourt (c. 1382);
- Ralph Boteler 1er baron Sudeley (1433);

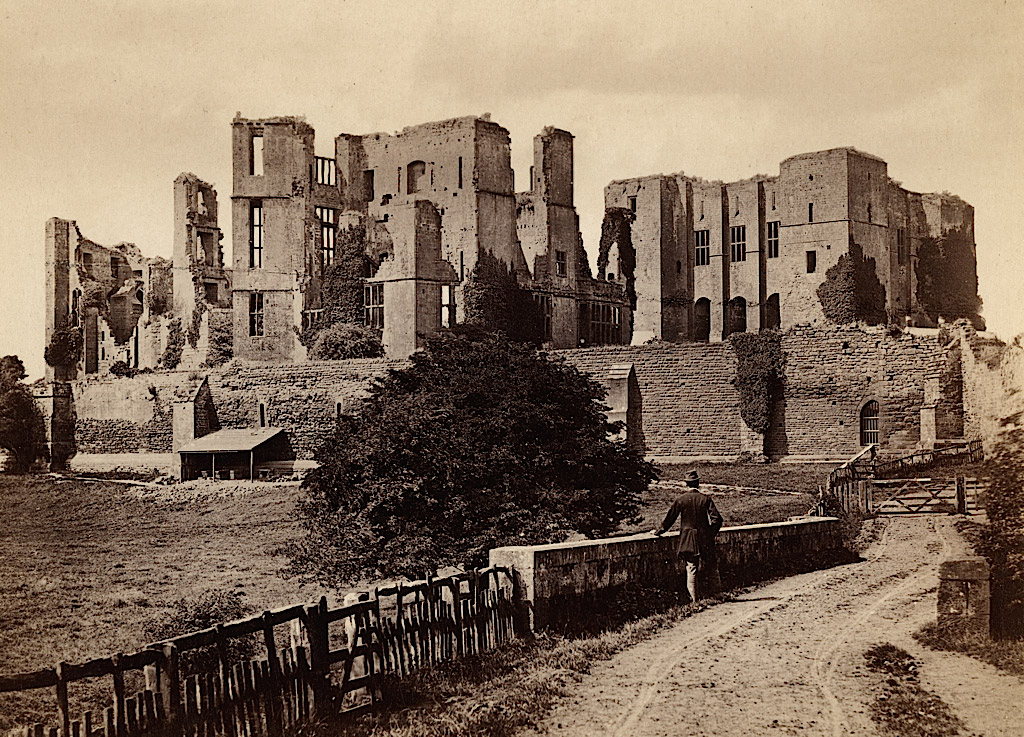
Château de Kenilworth par Francis Bedford, Department of Image Collections, National Gallery of Art Library, Washington, DC

- Matthew Baker (mort en 1513), homme lige de Henry VII, compagnon d'exil en Angleterre et en France, nommé en 1485[7].
- Thomas Grey (2e marquis de Dorset) (1529-1530);
- John Huband (Constable of Robert Dudley);
- Robert Dudley (explorateur) (1611-1649).

## Dans les arts

### Littérature
- Kenilworth, roman de Walter Scott (1821).

### Musique
- Leicester ou le château de Kenilworth, opéra-comique en trois actes de Daniel-François-Esprit Auber (1823).

### Peinture
- Le château de Kenilworth, aquarelle sur papier de Peter De Wint (1827), à la galerie d'art d'Australie-Méridionale d'Adélaïde.
- Le château de Kenilworth, aquarelle de J. M. W. Turner (vers 1830), au musée des Beaux-Arts de San Francisco.
- Ruines du château de Kenilworth, huile sur toile de Guillaume Van der Hecht (1849), au musée de l'Ermitage de Saint-Pétersbourg.
- Le château de Kenilworth, huile sur toile de Sanford Robinson Gifford (1858), collection privée.
- Kenilworth, huile sur toile de Georg Saal (1865).
- Un château en Angleterre, huile sur toile de Georg Saal (1866).
- Ruines de Kenilworth, aquarelle sur papier de Gustave Doré (vers 1876), au musée d'art moderne et contemporain de Strasbourg.

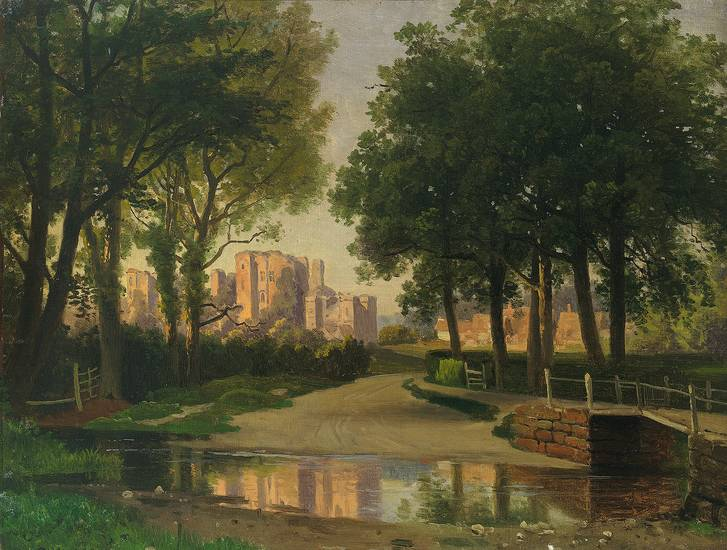
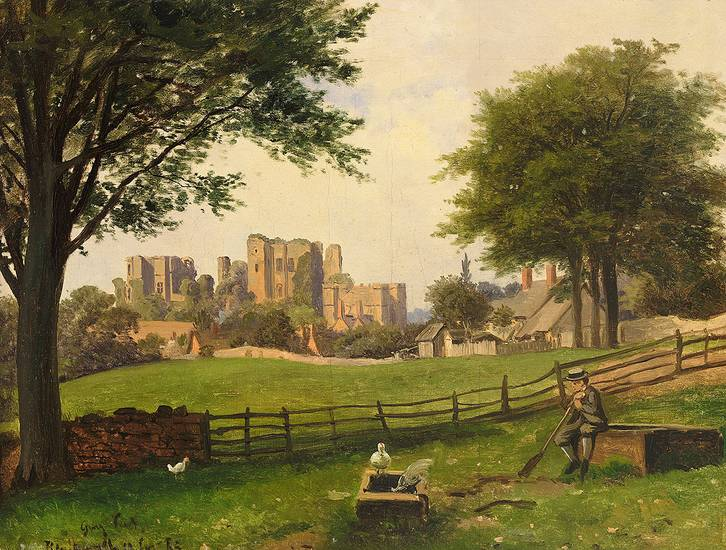
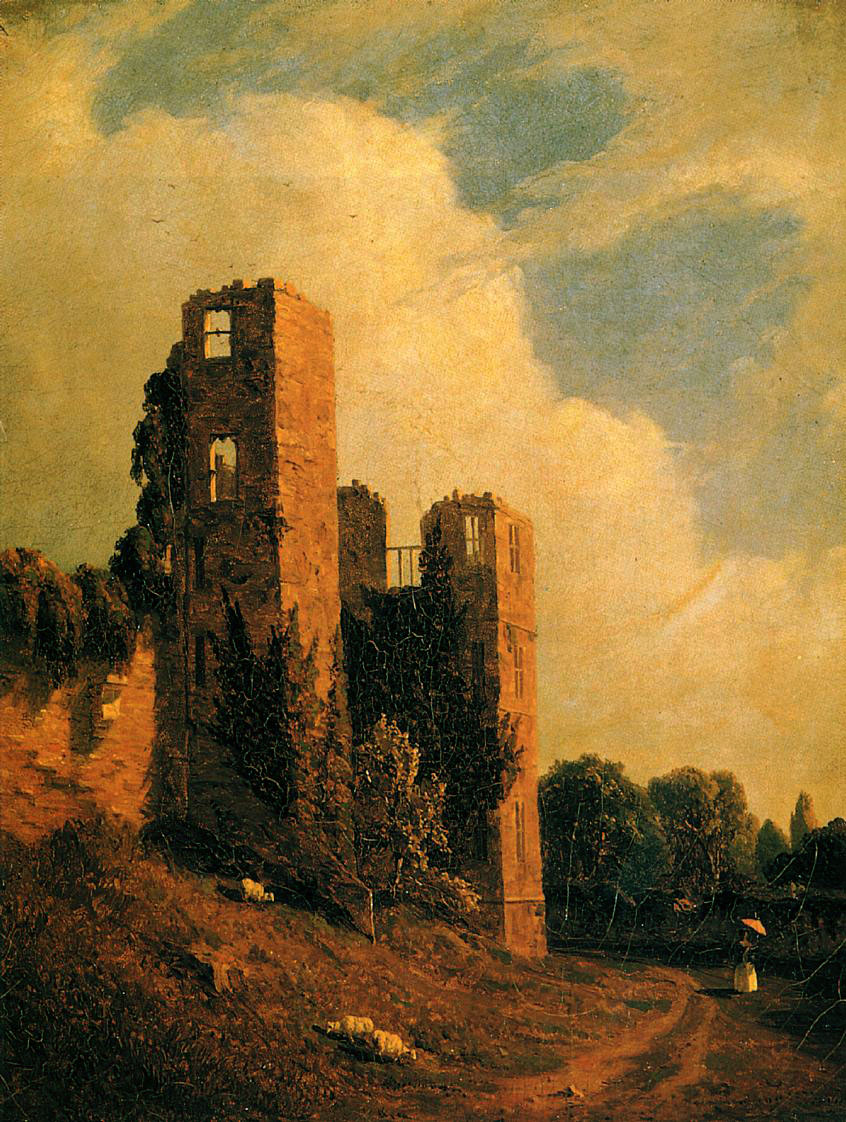
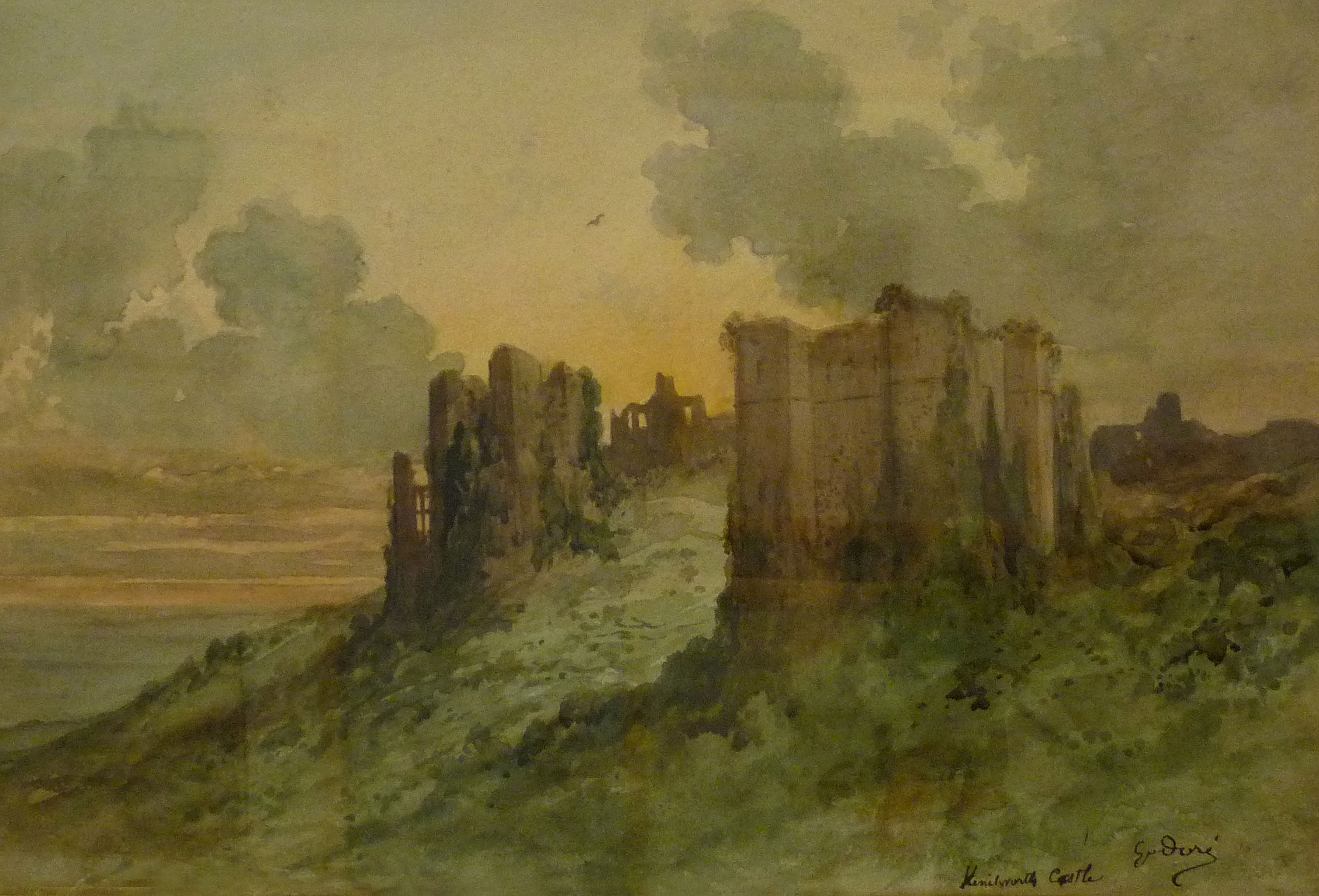
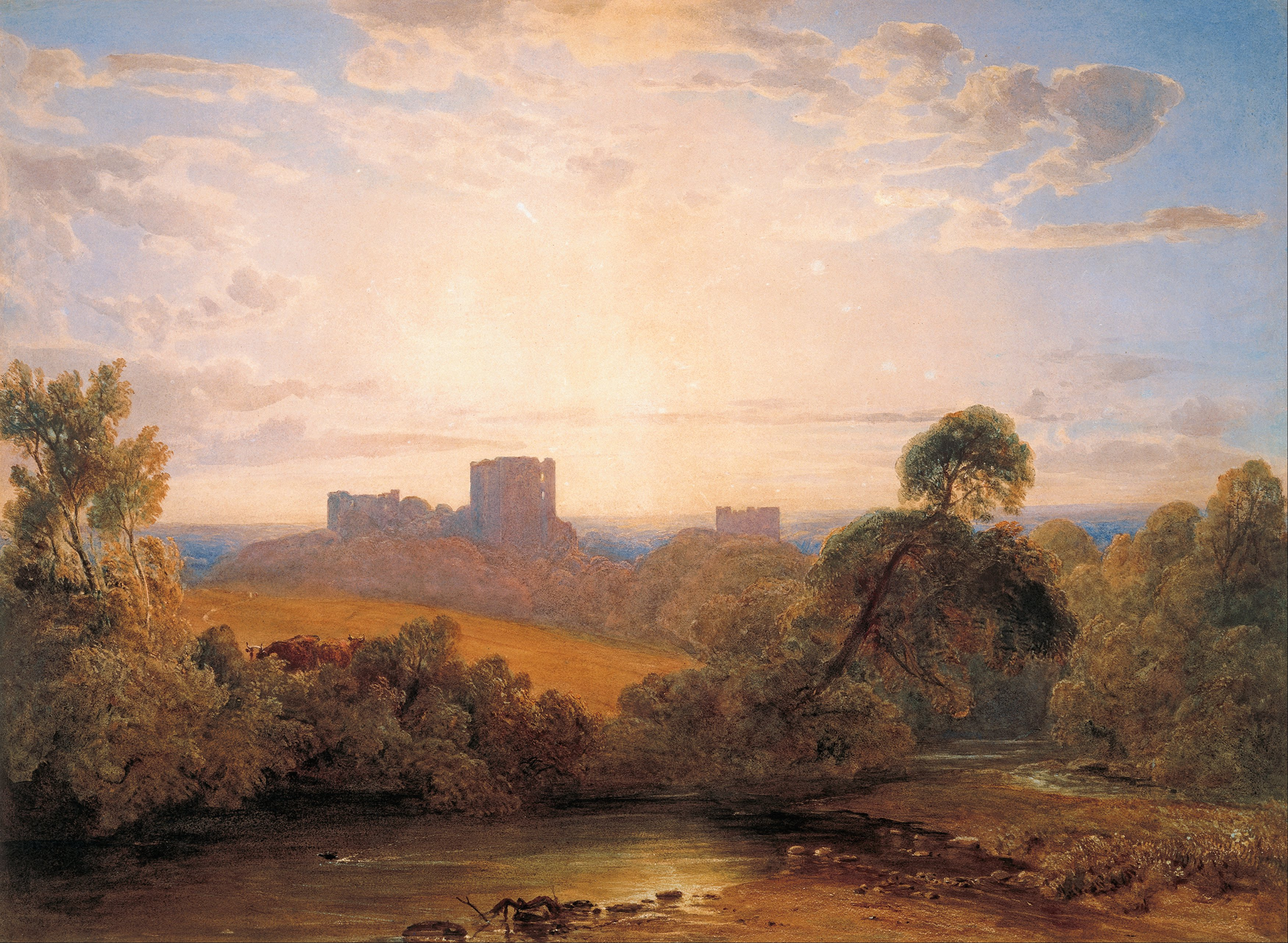
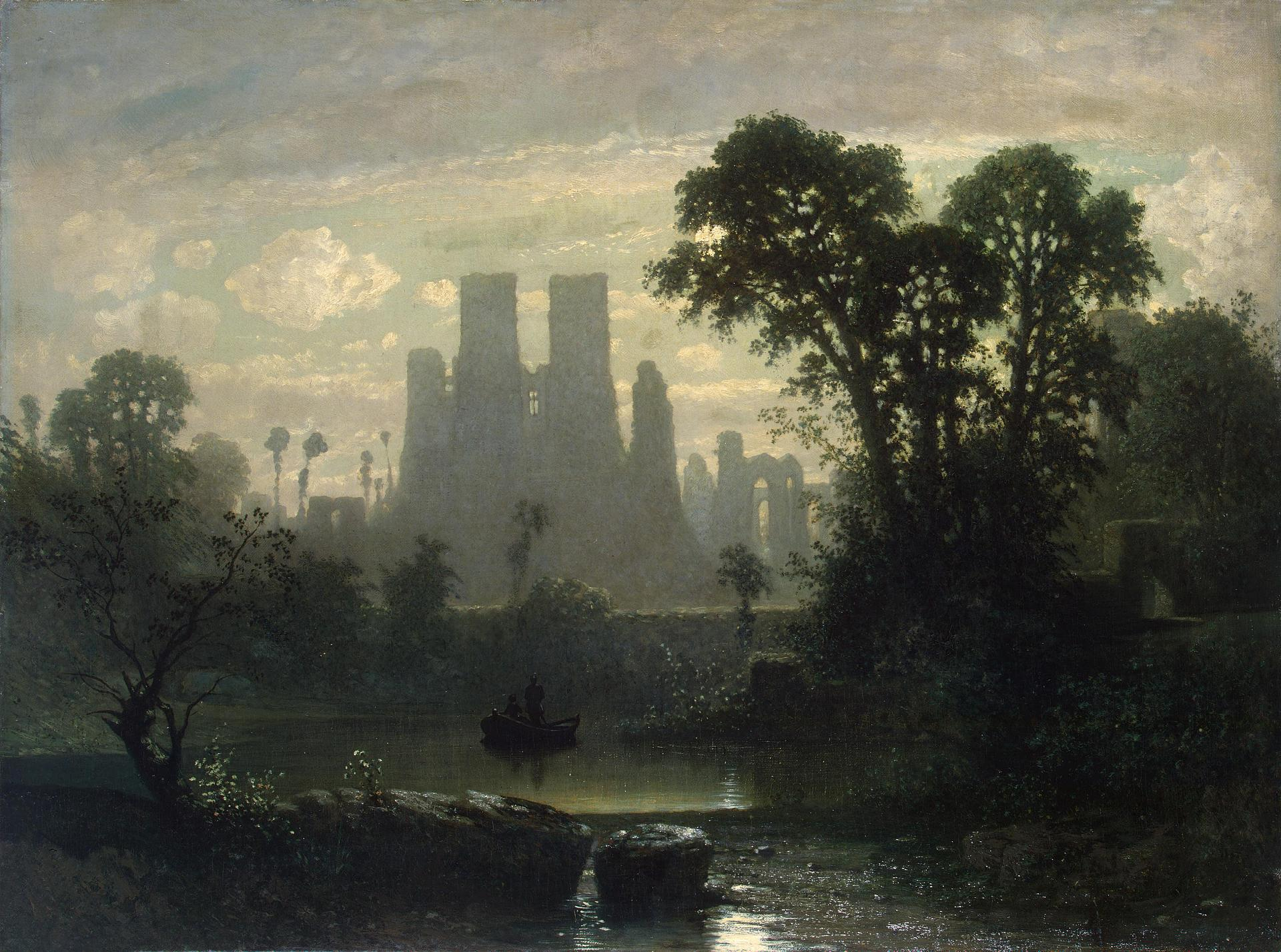